# Warche (rivière)
La Warche est une rivière de Belgique située en province de Liège, affluent en rive droite de l'Amblève faisant donc partie du bassin versant de la Meuse. 

## Géographie
La Warche prend sa source dans l'entité de Bullange (Büllingen) et se jette dans l'Amblève à proximité du hameau de Warche sous le viaduc de Bellevaux où passe l’A27/E42, quelques kilomètres au sud de Malmedy, ville qu'elle traverse. Sur son cours ont été construits les barrages Butgenbach et de Robertville. 
Le cours de la Warche empruntait en des temps anciens le cours inférieur de la vallée de l'Eau Rouge, ce qui explique notamment la large vallée disproportionnée de cette dernière au regard de son débit actuel.

## Affluents
D'amont vers l'aval, les principaux affluents de la Warche sont :
- la Holzwarche en rive droite (confluent près de Wirtzfeld) ;
- le Bayehon  en rive droite (confluent à Robertville) ;
- le Trôs Marets en rive droite (confluent à Bévercé) ;
- la Warchenne en rive gauche (confluent à Malmedy).

## Hydrologie

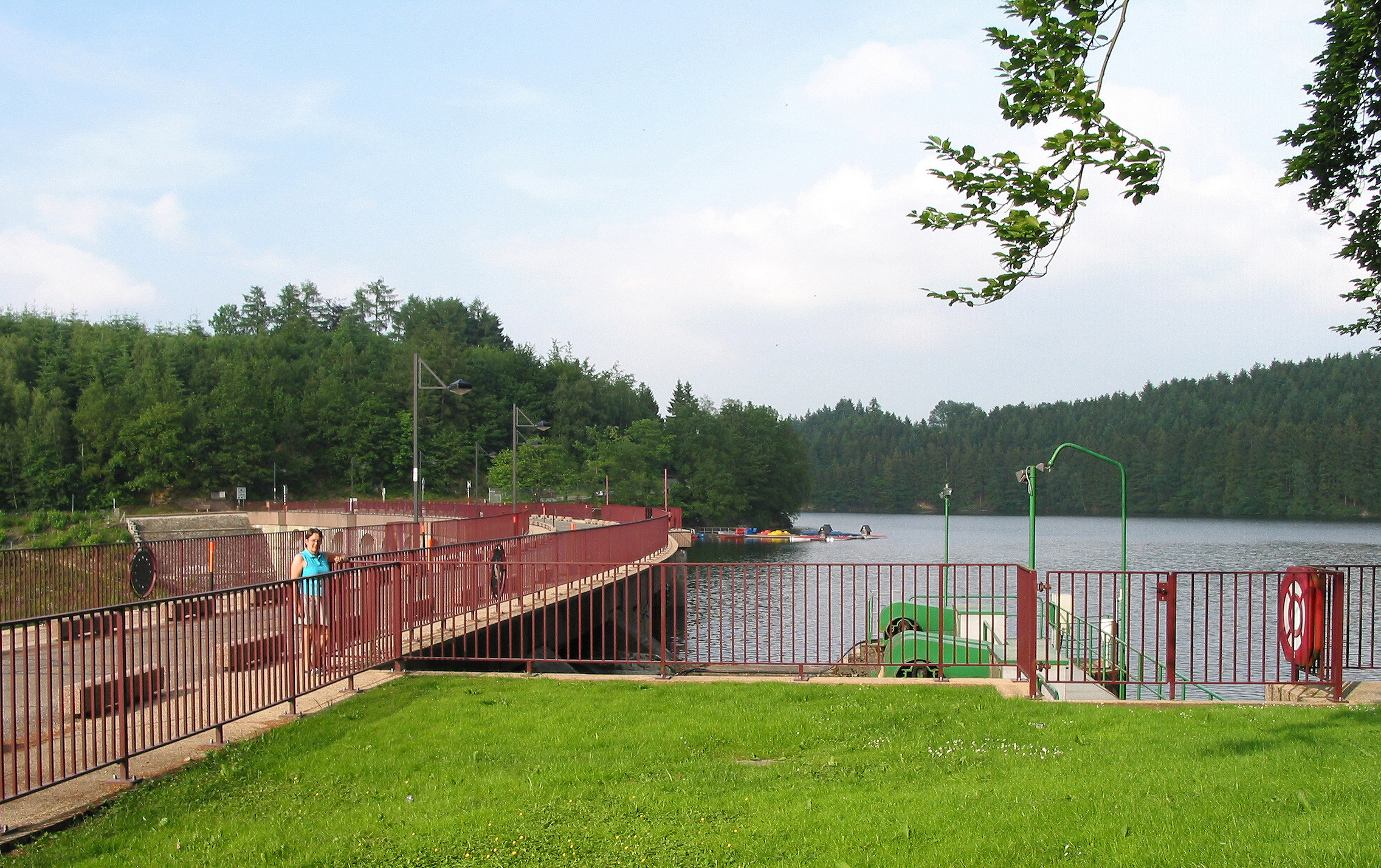
Le barrage sur la Warche à Robertville.

Le débit moyen de la rivière mesuré à Thioux sur une durée de 28 ans entre 1976 et 2003 est de 4,5 m3/s. Durant la même période on a enregistré:
- Un maximum moyen de 7,3 m3/s en 1982 ;
- Un minimum moyen de 2,3 m3/s en 1976, année de sècheresse mémorable.

La lame d'eau écoulée dans le bassin se monte à 740 millimètres, ce qui doit être considéré comme très élevé. Le débit spécifique (Qsp) de la rivière est donc de 23,46 litres par seconde et par kilomètre carré de bassin.
Les barrages de Butgenbach et de Robertville se situent sur la Warche.